# Dryinidae
Dryinidae este o familie cosmopolită de viespi solitare. Numele său provine din grecescul drys pentru stejar: Latreille a numit genul tip Dryinus deoarece prima specie a fost colectată. într-o fabrică de stejar din Spania. Larvele sunt parazitoide ale nimfelor și adulților lui Auchenorrhyncha. Dryinidae cuprinde aproximativ 1900 de specii descrise, distribuite în 17 subfamilii și 53 de genuri.

## Descriere
Viespea adultă poate măsura de la 0,9 la 5,0 mm în lungime și în unele cazuri poate ajunge la 13 mm. Corpul viespei adulte are o „talie” unde este îngustă în mijloc. Picioarele din spate au pinteni care pot fi folosiți pentru îngrijire. Antenele au 10 segmente. Multe specii au un dimorfism sexual marcat, unde masculii sunt total diferiți de femele în dimensiunea și forma corpului. Masculii au aripi, în timp ce femelele sunt adesea fără aripi și seamănă cu furnicile lucrătoare. Ovipozitorul este retractabil și nu este vizibil când este retras.

## Istoricul vieții
Femela dryinid injectează un ou în insecta gazdă cu ovipozitorul ei. Femelele pot avea, de asemenea, picioarele din față modificate cu un aparat de ciupire pe care îl folosesc pentru a reține gazdele pentru larvele lor în timpul ovipoziției. Larvele sunt lipsite de picioare sau au doar picioare vestigiale. Larva se hrănește cu structurile interne ale gazdei și, pe măsură ce crește, începe să iasă din corp. Acesta dezvoltă un sac întărit (numit „tilaciu”) în jurul corpului său pentru protecție. Gazda este în cele din urmă ucisă, iar larva părăsește cadavrul și învârte un cocon.

## Galerie

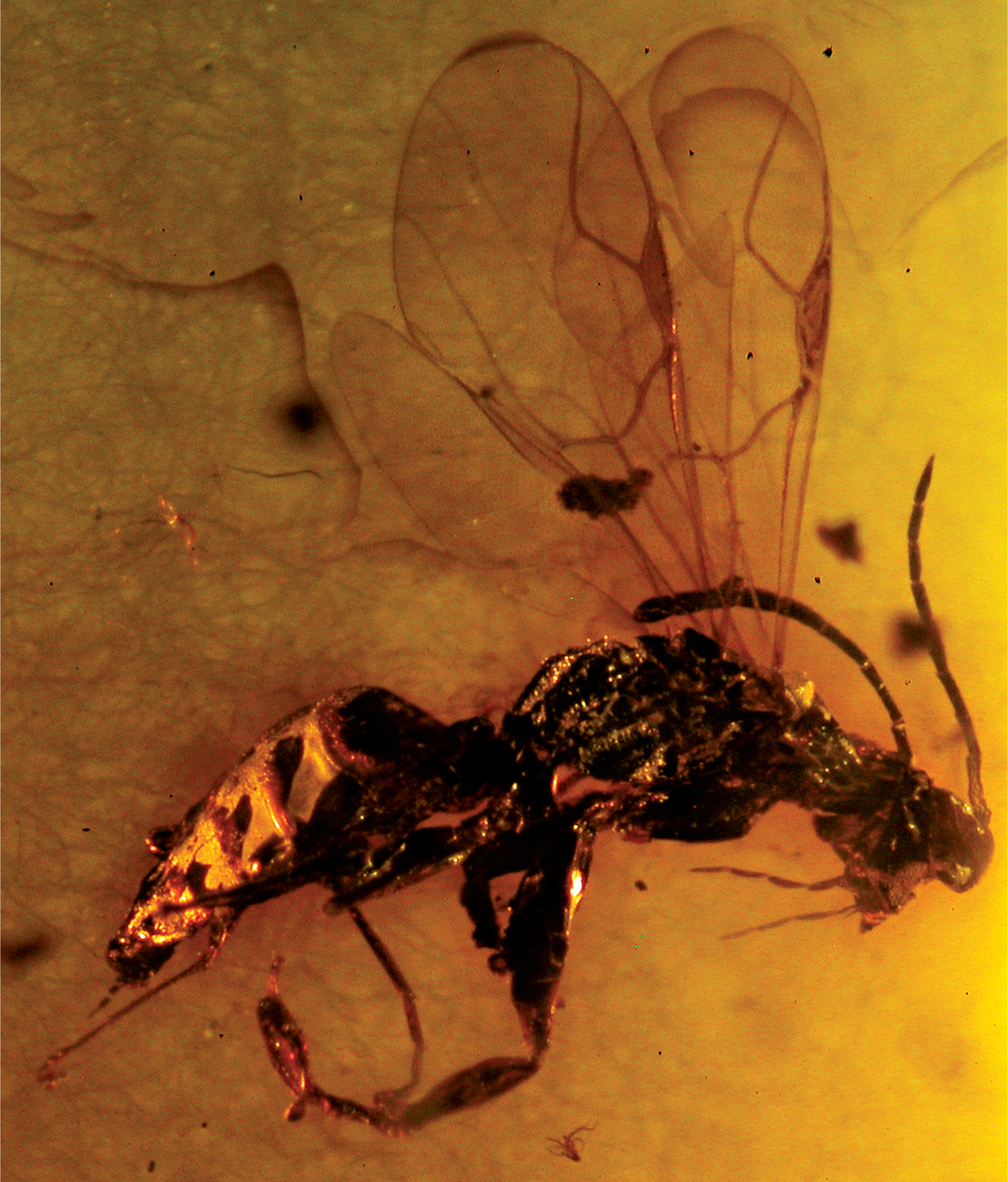
Deinodryinus velteni în chihlimbar
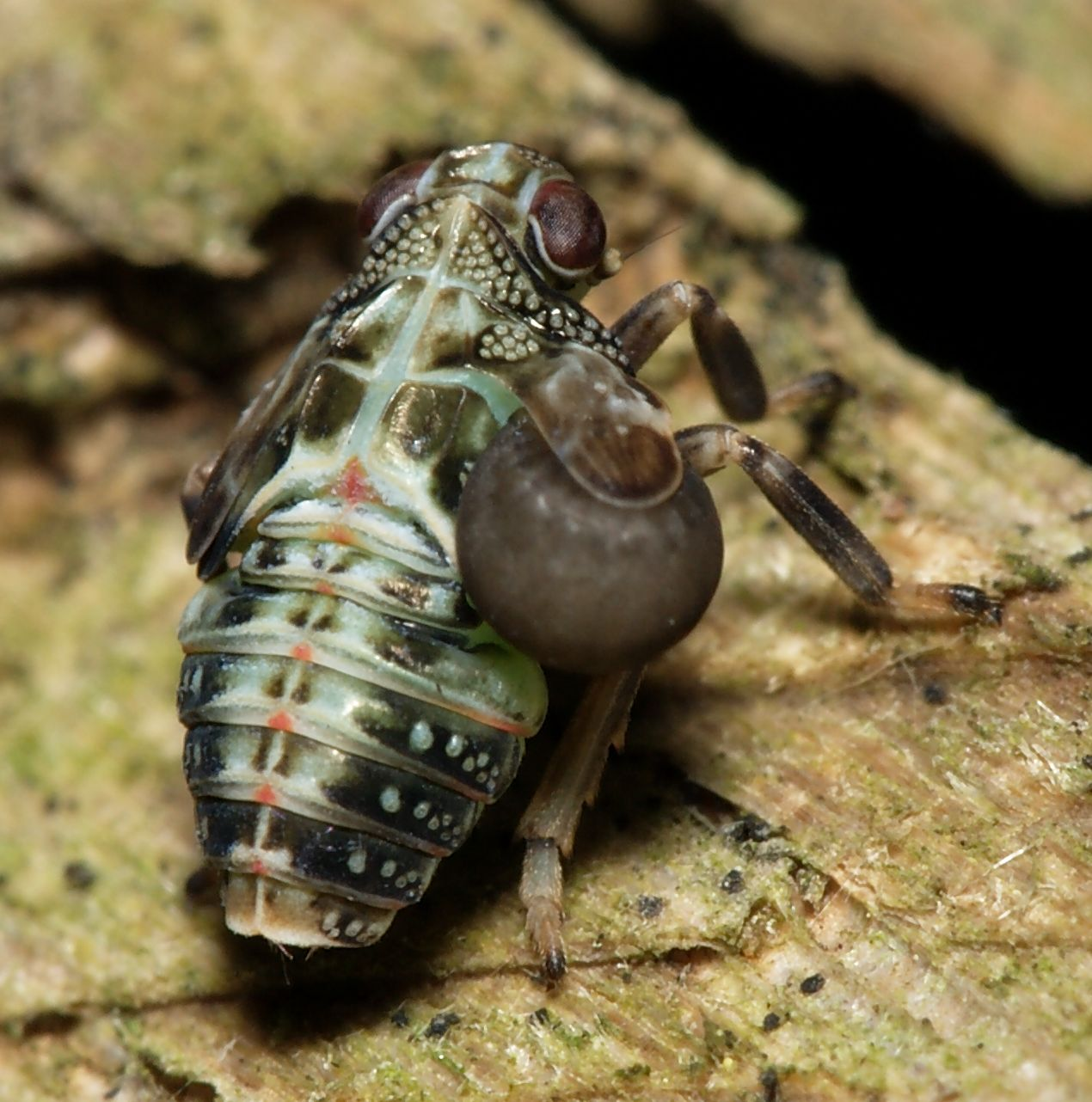
Issus coleoptratus nimfă cu larvă dryinide sub aripa dreaptă
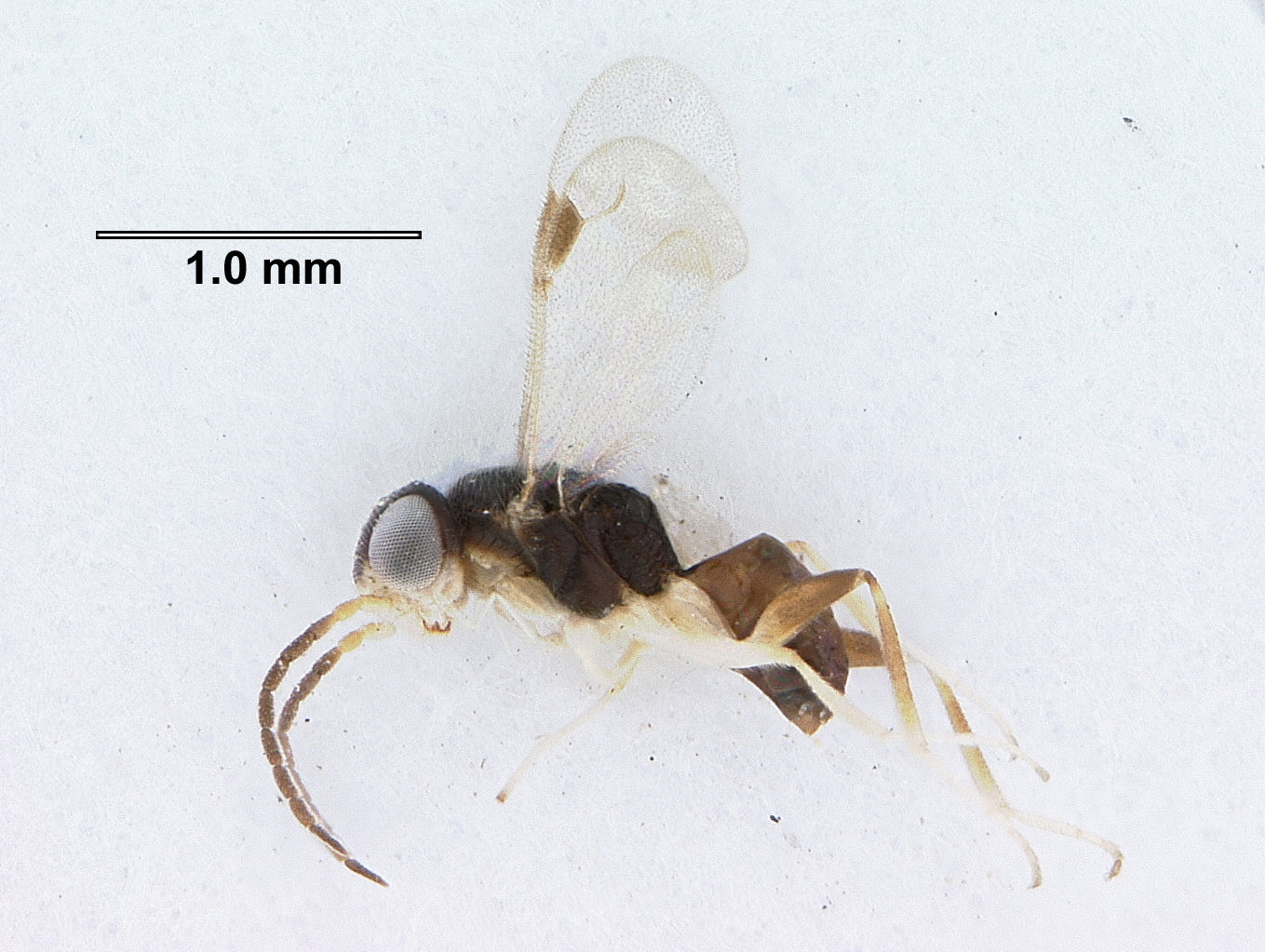
Aphelopus varicornis
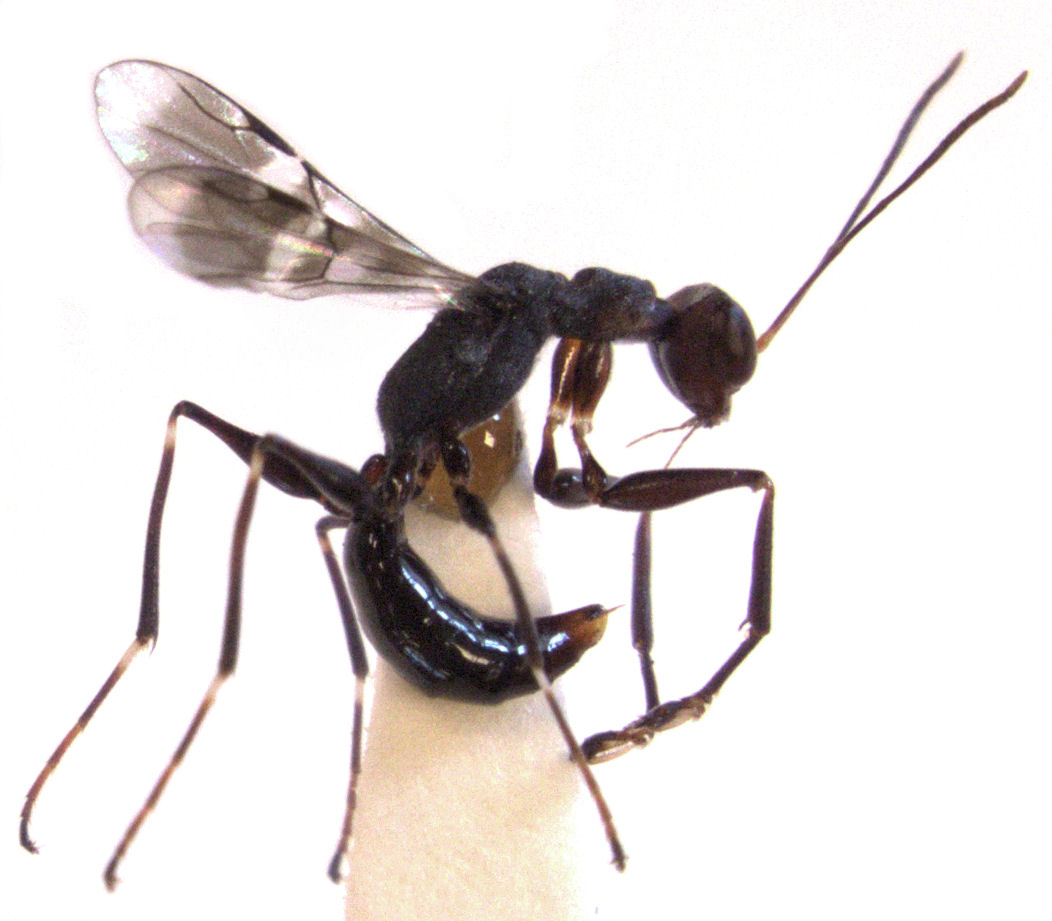
Dryinus koebelei female